# حديد عز
العز الدخيلة للصلب اختصارا EZ DK والمعروفة باسم حديد عز هي شركة مصرية لإنتاج حديد التسليح و مسطحات الصلبة، وهي أكبر منتجي حديد التسليح في مصر أكبر مساهم بها أحمد عز وهو عضو بلجنة السياسات بالحزب الوطني سابقا. تضم مجموعة العز الصناعية:
1- مصنع العز الدخيلة للصلب في الإسكندرية
2- مصنع العز للدرفلة في السادات
3- مصانع العز في السويس
4- مصنع العز للدرفلة في العاشر من رمضان
5- مصنع الجوهرة للسيراميك
أنشئت الشركة عام 1982 بمنطقة الدخيلة غرب الإسكندرية وبدأت في الإنتاج عام 1986 كشركة مساهمة بين مجموعة من البنوك المصرية وقطاع البترول ومجموعة من الشركات اليابانية.
رأس مجلس إدارتها المهندس/ إبراهيم سالم محمدين وزير الصناعة الأسبق منذ انشائها حتى عام 2001 وخلفه المهندس أحمد عز منذ عام 2001 حتى عام 2011.
كان اسمها في بداية انشائها الإسكندرية الوطنية للحديد والصلب ثم تغير اسم الشركة عام 2006 إلى العز الدخيلة للصلب.

## نبذة عن تاريخ الشركة
اسمها القديم هو الإسكندرية الوطنية للحديد والصلب قد انشأت في منتصف الثمانينات كشركة مساهمة بين مجموعة من البنوك المصرية وقطاع البترول ومجموعة شركات يابانية.
في نهاية التسعينات استولى رجل الأعمال أحمد عز على نسبة من أسهم الشركة ثم بدأ في زيادة هذه النسبة حتى تعدت نصف أسهم الشركة وعين رئيسا لمجلس إدارة الشركة ثم استولى عليهاوأصبحت جزءا من مجموعة العز الصناعية والتي تضم كذلك مصنع العز لصناعة حديد التسليح بالسادات ومصنع لصناعة مسطحات الصلب بالسويس ومصنع العز للدرفلة بالعاشر من رمضان إلى جانب شركة الجوهرة للسيراميك.
تم تنفيذ عمليات نقل ملكية علي اسهم شركة العز الدخيلة للصلب – الإسكندرية «الإسكندرية الوطنية للحديد والصلب – الدخيلة سابقا» علي 4.016.230 سهم من اسهم «الدخيلة» تمثل 29.38% من راسمال الشركة نفذت من خلال أربعة صفقات بسعر السوق البالغ 1003.22 جنيه للسهم وبقيمة اجمالية تبلغ 4.029 مليار جنيه. الصفقة تم تنفيذها في اطار عملية مبادلة الاسهم لصالح شركة العز لصناعة حديد التسليح وباتمام هذه الصفقة ترتفع حصة مساهمات شركة العز لصناعة حديد التسليح في راسمال «الدخيلة» من 21.48% الي ما يقرب من 51% من راسمال الشركة البالغ 1.366.777.000 جنيه موزعة علي عدد 13.667.770 سهم بقيمة اسمية 100 جنيه. وسبق ان اعتمدت الجمعية العامة غير العادية لشركة العز لصناعة حديد التسليح الموافقة علي الاستحواذ علي عدد 4.016.230 سهم من اسهم شركة العز الدخيلة للصلب – الإسكندرية «الإسكندرية الوطنية للحديد والصلب – الدخيلة سابقا» والمملوكة لكل من: - شركة مجموعة العز القابضة للصناعة والاستثمار «مجموعة العز الصناعية» (1.852.630 سهم). - الشركة المصرية العالمية للاستثمارات التجارية «شركة ذات مسئولية محدودة مصرية» (933.600 سهم). - شركة تنمية الاستثمارات المعدنية «شركة ذات مسئولية محدودة مصرية» (615.000 سهم). - الشركة المصرية الدولية للاستثمارات الصناعية «شركة ذات مسئولية محدودة مصرية» (615.000 سهم). وسبق ان قررت الجمعية العامة غير العادية تغيير اسم الشركة ليصبح شركة «العز الدخيلة للصلب – الإسكندرية» بدلا من شركة الإسكندرية الوطنية للحديد والصلب – الدخيلة بعد أن تخطت نسبة مساهمة مجموعة العز في الشركة نسبة 50% مما جعل الامر مناسبا في أن يعبر اسم الشركة عن مساهميها الرئيسيين

## إمكانيات الشركة
تحتوى الشركة على:
- 3 مصانع للاختزال المباشر
- مصنع كلسنة الجير
- مصنعين لإنتاج الصلب أحدهما لحديد التسليح والآخر للمسطحات ويضمان خمسة أفران لصهر الحديد بنظام القوس الكهربي
- مصنعين لدرفلة حديد التسليح
- مصنع لدرفلة الأسلاك
- مصنع لدرفلة مسطحات الصلب

بالإضافة للعديد من المصانع والورش المساعدة

## أرقام
- يعمل بالشركة بشكل مباشر نحو 6000 عامل من مهندسين وفنيين وإداريين غير عدة آلاف يعملون في شركات وورش تعتمد كليا أو جزئيا على تعاملاتها مع الشركة (توريد عمالة، تصنيع أو توريد قطع غيار.. إلخ)
- يبلغ الإنتاج الاجمالي للشركة 5.8 مليون طن منتج نهائي سنويا بما يمثل 57% من إنتاج مصر من الصلب
- بينما بلغ إنتاج مجموعة العز للصلب 4.5 مليون طن عام 2006 بما يمثل 75% من إنتاج مصر
- مجموعة العز تعتبر الشركة المصرية الوحيدة ضمن تصنيف أعلى 80 شركة عالمية في إنتاج الصلب حسب تصنيف الاتحاد العالمي للحديد والصلب وبلغ تصنيفها رقم 61 على مستوى العالم رقم 2 حاليا على العالم
- مبيعات الشركة للاسواق العالمية في 2005- 2007

السوق الاوربي 52%
الشرق الأوسط 25%
السوق الأمريكي 15%
أسيا 7%

## وصلات خارجية
1. موقع مجموعة العز
2. موقع الصلب العربي
3. موقع منتجي الصلب في الشرق الأوسط
4. موقع اتحاد الحديد والصلب العالمي